# ساموئل اتکینز

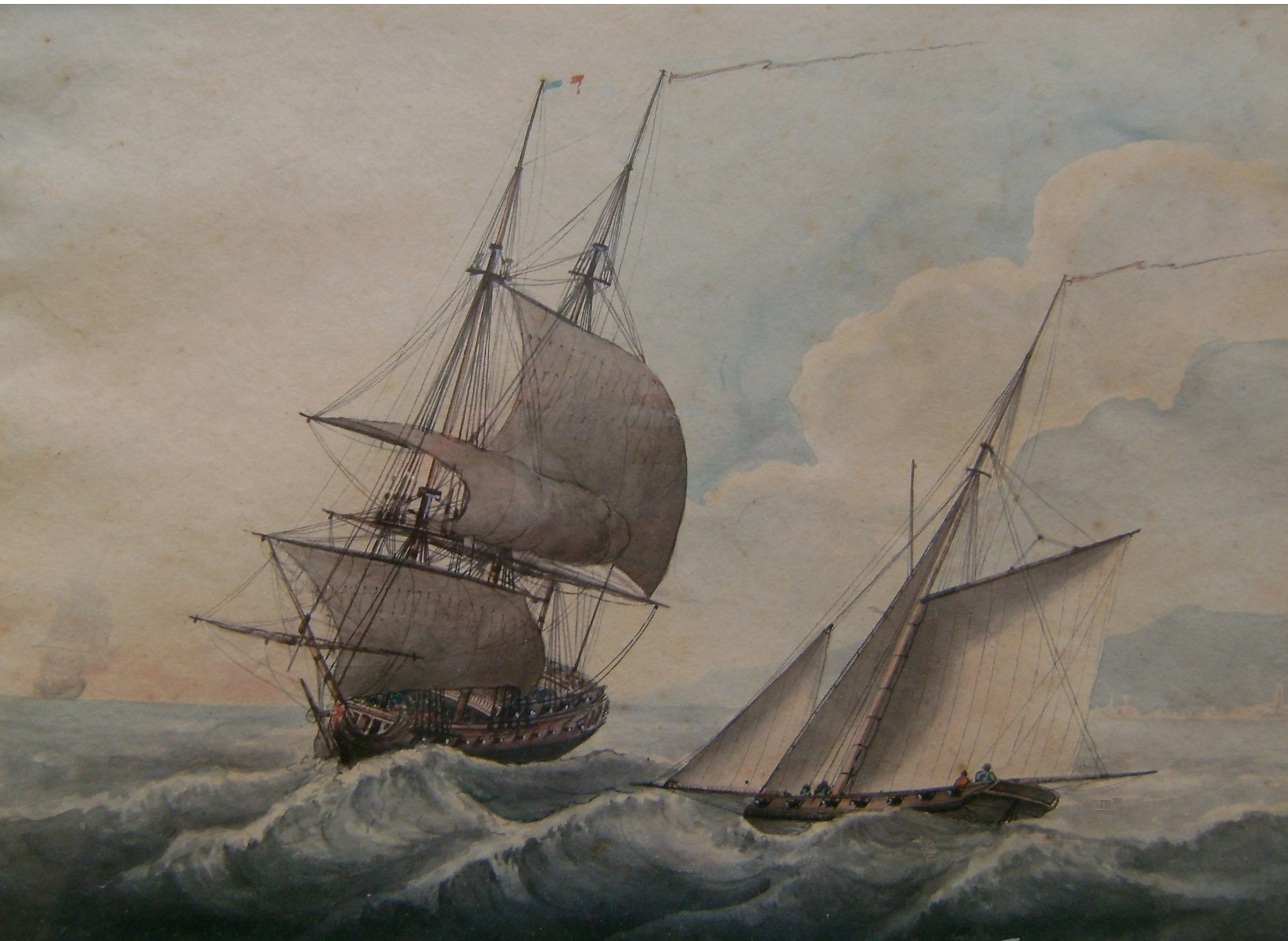
«ناوچه در تلاطم»، حدود سال ۱۸۰۰.

ساموئل اتکینز (انگلیسی: Samuel Atkins؛ شکوفایی هنری میان سال‌های ۱۷۸۷–۱۸۰۸)، یک نقاش دریایی بریتانیایی بود.
اتکینز در میان سال‌های ۱۷۸۷ و ۱۷۹۶ با آکادمی سلطنتی همکاری داشت. او از سال ۱۷۹۶ تا ۱۸۰۴ در هند شرقی بود و سپس به انگلیس بازگشت و در سال ۱۸۰۸ در آنجا به برپایی نمایشگاه پرداخت. او رنگ روغن و آبرنگ کار می‌کرد. مجموعه‌های آبرنگ جنوب کنزینگتون و موزه بریتانیا هر یک نمونه‌ای از کارهای وی است. او از نظر شیوه در اوایل راه، تُن پایین، ساکت و راستگو است.